# Південно-західний китайський говір
Півде́нно-за́хідний го́вір (спрощ.: 西南官话; кит. трад.: 西南官話; піньїнь: Xīnán guānhuà, сінань ґуаньхуа) — діалект, яким розмовляють мешканці південно-західного Китаю. Найбільший серед усіх китайських діалектів за кількістю мовців та ареалом мовлення.
Належить до південних говорів північного наріччя китайської мови. Наближений до розмовної китайської мови путунхуа.
Поширений на південному заході провінції Сичуань, місті Чунцін, провінції Юньнань, провінції Гуйчжоу, західній частині провінції Хубей та південно-західній частині провінції Хунань, Гуансі-Чжуанському автономному районі, деяких регіонах провінцій Шеньсі, Ганьсу і Цзянсі.
Кількість мовців 1988 рік становила близько 200 мільйонів осіб. Це становить одну третину від загальної кількості усіх носіїв мандаринської мови.